# Alan Grant
Alan Grant – postać fikcyjna, paleontolog, jeden z głównych bohaterów powieści Michaela Crichtona Park Jurajski oraz jej ekranizacji. 
W jego rolę w filmie, oraz kontynuacjach – Parku Jurajskim III i Jurassic World: Dominion – wcielił się Sam Neill.

## Źródła
- Park Jurajski
- Park Jurajski (film)
- Park Jurajski III
- Jurassic World: Dominion